# Course à la direction de l'Action démocratique du Québec de 2009
Vous pouvez aider à l'améliorer ou bien discuter des problèmes sur sa page de discussion.
- Il doit être recyclé. La réorganisation et la clarification du contenu sont nécessaires. (Marqué depuis octobre 2010)
- Il est à actualiser. Certains passages sont obsolètes ou annoncent des événements désormais passés. (Marqué depuis octobre 2009)

La course à la direction de l'Action démocratique du Québec de 2009 visait à remplacer le chef sortant Mario Dumont, ce dernier ayant remis sa démission à la suite de l'élection générale de 2008. L'élection a eu lieu du 16 au 18 octobre 2009. Gilles Taillon a remporté la course face à Éric Caire et Christian Lévesque. Taillon a obtenu 50,03 % à l'issue du deuxième tour de scrutin.
Il s'agissait de la première course à la chefferie de l'ADQ. Gilles Taillon est ainsi devenu le troisième chef de l'histoire du parti.

## Origines
Lors de l'élection générale de 2007, l'Action démocratique du Québec a créé toute une surprise en devenant l'opposition officielle à l'Assemblée nationale du Québec, dans un contexte où le Parti libéral du Québec, au pouvoir depuis 2003, n'a pas réussi à obtenir de majorité à l'Assemblée au terme de l'élection. Par contre, un an et demi plus tard, le Premier ministre libéral Jean Charest déclenche des élections pour le 8 décembre 2008. Cette élection fut désastreuse pour l'ADQ : elle perd son statut d'opposition officielle et sa députation passe de trente-neuf élus à sept. Mario Dumont, chef de l'Action démocratique du Québec depuis 1994, annonce alors sa démission en tant que chef de la formation politique et député de la circonscription de Rivière-du-Loup. La députée de la circonscription de Lotbinière Sylvie Roy sera choisie deux mois et demi plus tard pour assurer la direction intérim le temps que le parti se choisisse un nouveau chef.

## Modalités de la course

### Avant le conseil général de l'ADQ
C'est un comité présidé par l'avocat et militant adéquiste Marc-André Gravel qui a été chargé d'organiser les modalités de la course à la chefferie. Ce comité avait alors convenu que l'élection du prochain chef de l'ADQ aurait lieu le 7 février 2010. Le prochain leader devrait être élu par un scrutin téléphonique ouvert à tous les membres de l'ADQ. Un système par tours devrait assurer que le successeur de Mario Dumont sera élu par une majorité de membres du parti. Les candidats devront fournir un dépôt remboursable de 15 000 $ au parti, afin d'assurer le sérieux de leur candidature. De plus, tout candidat doit avoir rempli un formulaire de candidature signé par plus de 1000 membres du parti, dont au moins 60 dans douze régions du Québec définies par la constitution du parti.
La décision de ne pas tenir plus tôt l'élection à la chefferie du parti ne fait pas l'unanimité au sein des militants adéquistes. Gilles Taillon et Éric Caire ont émis des réserves sur le fait de tenir à une date aussi avancée dans le temps le congrès. Entre l'annonce de la démission de Mario Dumont et l'élection du nouveau chef, il se sera passé un an et deux mois.

### Après le conseil général de l'ADQ
La date de l'élection du nouveau chef a été devancée d'environ trois mois, et aura lieu le 18 octobre 2009. Cette date a été suggérée par la Commission des Jeunes de l'ADQ, instance qui regroupe tous les membres entre 16 et 27 ans.

## Candidats
Trois personnes ont rempli les exigences pour se présenter à la chefferie de l'ADQ :

### Officiels
Éric Caire
Premier candidat confirmé le 24 mars 2009
Député provincial, circonscription de La Peltrie, anciennement programmeur-analyste et enseignant en informatique.
Il a reçu l'appui du plus grand nombre d'anciens députés dont François Benjamin,Richard Merlini, Pascal Beaupré, Éric Laporte, Martin Camirand, Catherine Morissette et du député Marc Picard
Christian Lévesque
Deuxième candidat confirmé le 17 avril 2009
Ancien député provincial, circonscription de Lévis, ancien président de la Chambre de commerce de Lévis et travaille dans l'entreprise familiale Vitrerie Lévis
Il a reçu l'appui des anciens députés Sébastien Schneeberger, Albert De Martin, Jean Damphousse, Éric Charbonneau, Monique Roy-Verville et Jean Domingue.
Gilles Taillon
Troisième candidat confirmé le 27 avril 2009
Ancien député, circonscription de Chauveau, ancien président du Conseil du patronat du Québec, et de la Fédération des commissions scolaires du Québec
Il a reçu l'appui des députés François Bonnardel, Janvier Grondin. Aussi, il a reçu l'appui des anciens députés Lucie Leblanc, Jean-François Gosselin et Pierre Gingras.

### Candidatures rejetée
Jean-François Plante
Animateur et propriétaire de Radio XTRM, anciennement conseiller municipal à la ville de Montréal (1998-2005) et candidat à l'investiture adéquiste dans la circonscription provinciale de Deux-Montagnes en 2007.
Le comité électoral de l'ADQ, présidé par Pierre-Éloi Talbot, a mentionné que le candidat Jean-François Plante n'avait pas rempli les conditions nécessaires. Selon le comité électoral :
- N'a pas obtenu les signatures de 1000 membres valides. Il en manquerait une centaine[15].
- N'a pas réussi à obtenir 60 signatures d'appui dans les douze régions du Québec tel que définies par l'ADQ. Jean-François Plante n'a pas atteint le 60 signatures dans cinq de ces 12 régions[16]
- Une centaine de signatures auraient été déposées après l'heure limite stipulée dans les règles de la course[17].

Le candidat déchu maintient qu'il a toutes les signatures nécessaires et que tenu compte du fait que son retrait de la course lui a été signalé après l'heure limite pour officialiser les signatures selon les termes de l'élection à la chefferie, sa candidature demeure. Il a menacé de mettre en demeure les instances du parti pour son retrait de la course et accuse des hauts dirigeants d'avoir manigancé son retrait.
Par ailleurs, une controverse a éclaté entre les candidats actuels à la chefferie sur un partage de signatures d'appui qui aurait eu lieu entre certains candidats. Selon Christian Lévèsque, son organisation aurait aidé tous les candidats à obtenir les signatures d'appui nécessaires, ce que ses adversaires ont nié, disant avoir fait appel à leurs propres ressources et sans jamais avoir bénéficié du soutien de Christian Lévèsque. Néanmoins, les candidats à la chefferie ont soutenu le fait que plusieurs adéquistes pouvaient avoir signé le formulaire d'appui de plusieurs candidats, ce qui n'est pas interdit dans les règles de la course.

### Personnes pressenties ayant refusé de se présenter
Maxime Bernier
Député fédéral de la circonscription de Beauce, élu sous la bannière du Parti conservateur du Canada.
Contexte du refus : Un groupe de militants adéquistes ont démarré sur le réseau social Facebook un groupe afin de mousser la candidature du député fédéral à la tête de l'ADQ. Interrogé sur le sujet, Maxime Bernier a nié vouloir faire le saut en politique provincial le 9 février 2009.
François Bonnardel
Député provincial de la circonscription de Shefford.
Contexte du refus: Lorsque Gilles Taillon a annoncé sa candidature, M. Bonnardel s'est joint à sa campagne.
Gérard Deltell
Député de la circonscription de Chauveau et ancien journaliste affecté à la politique québécoise pour le réseau de télévision TQS
Contexte du refus : Gérard Deltell a été pressenti dès la démission de Mario Dumont le soir de l'élection du 8 décembre 2008 pour devenir candidat à la chefferie, mais n'a rien confirmé sur le coup. C'est lors d'un conseil général du parti les 20 et 31 mai 2009 que des rumeurs sur sa candidature ont fait à nouveau surface sur sa possible candidature. Après longue réflexion, M. Deltell a affirmé, le 4 juin 2009, qu'il ne se portait pas candidat.
Stéphane Gendron
Maire de Huntingdon
Contexte du refus : M. Gendron, après de multiples hésitations, a décidé de fermer la porte à la chefferie de l'ADQ pour cette fois-ci, mais n'exclut pas de se présenter dans quelques années, à la faveur d'une autre course à la chefferie.
Marie Grégoire
Débatrice à l'émission Le Club des ex au Réseau de l'information, chroniqueuse pour le journal Métro, VP communications pour la firme HKDP
Contexte du refus : Quand des rumeurs ont commencé à circuler sur la possible candidature et l'appui qu'elle aurait reçu de Janvier Grondin (député provincial de Beauce-Nord), Marie Grégoire a fermé la porte à toute candidature à la chefferie le 12 février 2009.
Michel Kelly-Gagnon
Président de l'Institut économique de Montréal, un organisme non-partisan de recherche et d'analyse de politique publique d'orientation économique néolibérale.
Contexte du refus : Même contexte que pour Maxime Bernier, c'est par Facebook que des militants ont commencé à se regrouper pour convaincre M. Kelly-Gagnon de faire le saut en politique, ce qu'il a affirmé ne pas vouloir faire dans un article de presse du 6 janvier 2009.
Paul-Daniel Muller
Un économiste et ancien président de l'Institut économique de Montréal.
Contexte du refus : Après que son nom ait circulé à quelques reprises, M. Muller a annoncé qu'il ne serait pas de la course.
Myriam Taschereau
Travaille à l'équipe de communication du Premier ministre canadien Stephen Harper et ancienne candidate conservatrice dans la circonscription fédérale de Québec
Contexte du refus : En réflexion, a démissionné de son poste sur l'équipe de communication du premier ministre le 13 mai 2009. Le 26 mai 2009, des médias ont rapporté qu'elle renonce à se présenter et support Éric Caire.

## Les faits saillants de la course

### L'affaire Bréard
Lorsque le candidat Christian Lévesque a annoncé sa candidature pour devenir chef de l'ADQ, les médias ont appris au dévoilement de la campagne de M. Lévesque que l'un des membres de son équipe de campagne serait un ancien organisateur du Parti québécois nommé Raymond Bréard. Ce dernier a été mêlé par le passé au scandale d'Oxygène 9, une histoire de lobbying qui a éclaboussé le Parti québécois à la fin des années 2000. Christian Lévesque a pleinement assumé son choix. Il a mentionné le contexte particulier dans lequel cet événement s'est produit et a rappelé que monsieur Bréard n'avait fait l'objet d'aucune accusation. Il a affirmé que l'Action démocratique du Québec devait s'entourer de gens d'expérience qui ont une bonne connaissance du pouvoir.

### Sébastien Proux et le positionnement de l'ADQ
L'ancien député de Trois-Rivières, bras droit de Mario Dumont et avocat Sébastien Proulx s'est prononcé dans une lettre ouverte publiée dans le journal Le Soleil de Québec en faveur d'un positionnement plus près du centre de l'échiquier politique, rejetant les prétentions de ceux qui croient au sein de l'ADQ que le parti devrait se positionne plus à droite. Dans sa lettre, Sébastien Proulx fait état de sa préférence pour Gilles Taillon à la chefferie du parti (qui est vu comme un candidat plus centriste) et s'attaque ouvertement à Jean-François Plante qui plaide pour un positionnement plus à droite.

#### Les réactions
Le candidat à la chefferie Éric Caire a lui aussi répliqué à la lettre de Sébastien Proulx quelques jours plus tard. Selon lui, l'ADQ doit être un parti « progressiste et lucide », qui doit améliorer les services offerts par le gouvernement, mais qui croit en la responsabilité individuelle.
Le candidat Jean-François Plante, interpellé directement dans la lettre de Sébastien Proulx a lui aussi répondu à Sébastien Proulx en critiquant sa position. Il a affirmé dans sa lettre ouverte que de trop centrer l'ADQ sur l'échiquier politique la rapprocherait du Parti libéral du Québec et que l'Action démocratique a toujours mieux performé avec une plate-forme ancrée à droite.
Pour le candidat Christian Lévesque, l'ADQ devrait renoncer à se donner des étiquettes. Pour lui, l'ADQ devrait avoir un discours capable de plaire autant aux personnes avec des valeurs de gauche qu'avec des valeurs de centre ou de droite. Il plaide pour que l'idéologie de l'Action démocratique en soit d'abord une de « gros bon sens ».

### L'élection partielle dans Rivière-du-Loup
Le candidat Christian Lévesque a fait une sortie médiatique remarquée dans lequel il a accusé les autres candidats de ne pas avoir fait suffisamment d'efforts pour faire sortir le vote adéquiste lors de l'élection partielle dans la circonscription de Rivière-du-Loup. Celui-ci prétend qu'avec plus de support, la candidate adéquiste Gilberte Côté aurait pu obtenir les votes nécessaires pour se faire rembourser ses dépenses électorales en vertu des lois québécoises.
Ces accusations ont piqué au vif Éric Caire, qui pour des raisons familiales n'a pas pu participer vers la fin de la campagne électorale. Ce dernier a répliqué aux commentaires de Christian Lévesque un peu plus tard.

### Le débat autour du taux d'imposition unique
Le candidat à la chefferie Jean-François Plante a lancé l'idée d'un taux d'imposition unique au Québec, une proposition soulevée lors de la campagne électorale de 2003. Éric Caire, par la voix de l'économiste Denis Julien, a qualifié cette proposition d'impossible pour le moment à réaliser au Québec en raison du contexte fiscal actuel. Les candidats Gilles Taillon et Christian Lévesque ne se sont pas prononcés sur le sujet. Dans son blogue, le député fédéral Maxime Bernier a quant à lui répondu aux arguments de Denis Julien, soutenant la position de Jean-François Plante.

### Les CV d'Éric Caire et de Christian Lévesque
Le Journal de Montréal a fait sa une du 11 septembre 2009 en titrant qu'Éric Caire et Christian Lévesque avaient embellis leurs CV. On reprochait aux candidats d'avoir menti sur leur parcours académique. Selon le journal, Éric Caire n'a jamais obtenu de diplôme universitaire, contrairement à ce que laisse croire le CV disponible sur son site web. Quant à Christian Lévesque, on lui reproche d'avoir menti sur les études collégiales.
Gilles Taillon a par la suite demandé à Éric Caire de se retirer de la course à la chefferie pour avoir « trompé » les québécois et les militants de l'ADQ. Éric Caire n'a pas obtempéré et a même mis en demeure le Journal de Montréal pour avoir publié des informations qu'il juge erronés. Selon l'équipe Caire, il s'agit d'une erreur de typographie dans la retranscription du CV et jamais ils n'ont eu l'intention de laisser entendre qu'Éric Caire avait plus de scolarité que dans la réalité. Gilles Taillon est aussi allé jusqu'à affirmer qu'Éric Caire a échoué les cours universitaires qu'il avait pris.

### La santé de Gilles Taillon et ses accusations contre le clan Caire
Alors que la course à la chefferie bât de l'aile avec la question de la scolarité des candidats Caire et Lévesque, le candidat Gilles Taillon annonce que le cancer de la prostate dont il était atteint en 2005 récidive peut être. Après une brève réflexion, il annonce qu'il restera dans la course mais en réduisant ses activités de campagne, laissant plus de place à ses coprésidents de campagne, le député François Bonnardel et l'ex-députée Linda Lapointe.
Gilles Taillon en a profité pour insister sur les raisons qui l'ont incité à poursuivre sa campagne. Il a invoqué qu'il représentait un rempart contre les idées et des tactiques radicales de son adversaire Éric Caire. Il a entre autres dénoncé les attaques dirigées contre lui provenant de différents blogues politiques québécois soutenant la candidature de Caire qu'il apparente à tactiques d'« américains » liés à l'« extrême-droite » et craint de leur « laisser le parti ».

## Les débats entre candidats

### Débats dans les médias
L'émission politique québécoise Larocque-Lapierre diffusée au réseau de télévision TVA a invité à son émission du 2 mai 2009 les candidats annoncés à la chefferie. Il s'agit de la première fois que Gilles Taillon, Christian Lévesque et Éric Caire ont eu l'occasion de s'affronter dans un débat. Il est toujours possible de voir en ligne le débat (lien pour télécharger la vidéo du débat) au cours duquel les candidats ont échangé sur la promesse d'abolir les commissions scolaires, la place du Québec au sein du Canada, etc.
Les candidats annoncés à la chefferie (Caire, Lévesque et Taillon) ont aussi participé à un débat sur les ondes de la station de radio 98,5 FM basée à Montréal, dans le cadre de l'émission de l'animateur Benoît Dutrizac.

### Le premier débat officiel
C'est lors du congrès de la Commission des jeunes de l'Action démocratique du Québec qu'a eu lieu le premier des quatre débats entre les aspirants au poste de chef du parti. Ce débat s'est tenu le 23 août 2009 à Lévis. Selon les articles publiés dans les médias sur ce débat, Éric Caire (qui aurait gagné le débat selon Radio-Canada) et Christian Lévesque ont montré une certaine animosité un envers l'autre et ont eu des accrochages sur de multiples sujets, comme la question de la place du Québec au sein du Canada et sur le coût des études universitaires, alors que Jean-François Plante a fait preuve de mesure dans ses interventions alors qu'on s'attendait à ce qu'il soit plus controversé. Quant à Gilles Taillon, il a démontré lui aussi de la retenue et de la nuance, voulant s'imposer comme un candidat plus mature,,,,,,. Ce débat a été mis en ligne ici
Faisant un bilan du débat après 24h, Gilles Taillon a déploré vivement que les médias aient mis l'accent sur l'agressivité d'Éric Caire au détriment du contenu. Selon lui, cette couverture n'a pas donné une image correcte du débat et l'a désavantagé par rapport aux autres candidats.

## Le résultat